# Enz
L'Enz è un fiume tedesco, affluente del Neckar alla sua sinistra orografica, ed è formato dalla confluenza, presso la città di Bad Wildbad, del Piccolo Enz e del Grande Enz, che nascono entrambi nella Foresta Nera settentrionale (Baden-Württemberg).
Il fiume tocca le città di Neuenbürg e Pforzheim, dove lascia la Foresta Nera. Attraversa poi le città di Vaihingen an der Enz e Bietigheim-Bissingen, finché presso Besigheim confluisce nel Neckar.
La lunghezza complessiva è di 112 km.